# Обрій (поїзд)
«Обрій» — денний швидкісний регіональний експрес № 701/702 сполученням Львів — Чернівці, перший маршрут дизель-поїзда виробництва Крюківського вагонобудівного заводу. Рейси виконуються складом ДПКр-2 «Обрій», який отримав однойменну назву від дизель-поїзда. Протяжність маршруту руху складає 267 км.
На даний поїзд можна придбати електронний квиток.

## Історія
Поїзд призначений з 5 жовтня 2015 року.
З 3 березня по 29 жовтня 2017 року маршрут руху поїзда подовжений до станції Ковель із зупинками на станціях Володимир, Іваничі, Сокаль та Червоноград.
У 2019 році планувалося подовжити маршрут руху до станції Чортків, але ці плани не були здійснені.
З 31 березня по 31 травня 2019 року поїзд відправлявся з приміського вокзалу Львова.
З 31 березня по 31 травня 2019 року потяг продовжили до станції Чернівці-Південна.
З 1 червня по 2 вересня 2019 року була здійснена заміна дизель-поїзда (поїзд курсував із трьома пасажирськими вагонами під тепловозною тягою формуванням Одеської залізниці.
З 17 березня по 12 листопада 2020 року поїзд було тимчасово скасовано через пандемію COVID-19.
З 7 березня по 23 квітня 2021 року потяг знову було тимчасово скасовано через те, що Івано-Франківська і Чернівецька області попали у «червону» зону. З 24 квітня 2021 року рух поїзда відновлено за звичайним маршрутом.
З 6 по 28 травня 2021 року потяг був продовжений до станції Луцьк, аби зменшити затори і розвантажити автошлях Н 17. Після того запустили «Прикарпатський експрес».
З 1 грудня 2021 року поїзд відмінено у зв'язку з проведенням планових робіт із технічного обслуговування дизель-поїздіа ДПКр-2.

## Інформація про курсування
Поїзд курсує цілий рік. На маршруті руху зупиняється на 4 проміжних станціях (Ходорів, Івано-Франківськ, Коломия, Снятин).
| Розклад руху поїзда «Обрій» № 702/701 (з 23.04.2021 по 05.05.2021) | Розклад руху поїзда «Обрій» № 702/701 (з 23.04.2021 по 05.05.2021) | Розклад руху поїзда «Обрій» № 702/701 (з 23.04.2021 по 05.05.2021) | Розклад руху поїзда «Обрій» № 702/701 (з 23.04.2021 по 05.05.2021) | Розклад руху поїзда «Обрій» № 702/701 (з 23.04.2021 по 05.05.2021) |
| Час прибуття                                                       | Час відправлення                                                   | Станція                                                            | Час прибуття                                                       | Час відправлення                                                   |
| ------------------------------------------------------------------ | ------------------------------------------------------------------ | ------------------------------------------------------------------ | ------------------------------------------------------------------ | ------------------------------------------------------------------ |
| —                                                                  | 18:09                                                              | Львів                                                              | 09:51                                                              | —                                                                  |
| 22:05                                                              | —                                                                  | Чернівці                                                           | —                                                                  | 06:04                                                              |

Актуальний розклад руху вказано у розділі «Розклад руху призначених поїздів» на офіційному вебсайті «Укрзалізниці».

## Склад поїзда
Поїзд складається з трьох вагонів різного класу комфортності: 
- 1 вагон — 91 місць;
- 2 вагон — 116 місць;
- 3 вагон — 82 місця.

Актуальну схему на конкретну дату можна подивитися в розділі «On-line резервування та придбання квитків» на офіційному вебсайті ПАТ «Укрзалізниця».